# RAF Wroughton
RAF Wroughton è un ex aeroporto della Royal Air Force situato vicino a Wroughton, nel Wiltshire, in Inghilterra, a circa 6 km a sud di Swindon. L'attività di aviazione del Ministero della Difesa è cessata nel 1972. L'aerodromo ora appartiene al Science Museum Group ed è sede del Science Museum di Wroughton, che ospita un museo e la biblioteca dello Science Museum. Il sito è anche la sede del test track del programma televisivo The Grand Tour.